# 文夕大火
文夕大火，又称长沙大火、火烧长沙事件，是抗日战争时期国民政府以“焦土抗战”为名火烧长沙的事件，也是中國湖南省長沙市歷史上人為性質毁坏规模最大的火灾。因应中国抗日战争局勢發展，國民政府采用「焦土政策」，制定了焚烧长沙的计划；但在计划正式实施之前，一系列偶然因素，却让这场火灾失控，最终导致长沙3萬多人葬身火海，全城90%以上的房屋被烧毁，造成長沙文物損失。「文夕」並非地名或人名，起火當日的電報代日韵目是「文」，大火又发生在夜里（即夕），所以称此次大火为「文夕大火」。

## 背景
1938年10月25日，武漢會戰失利後，武汉沦陷。武汉的机关、工厂，以及大批难民和伤兵涌入长沙，使当时30多万人口的长沙骤增至50多万。加上以前长沙作为淞沪会战、南京保卫战等会战的后方，长沙已经积累了许多战略储备，商业也很繁荣。但长沙有限的铁路、公路和水路交通难以承载如此大量的迁入，这些都给日后的巨大损失埋下了隐患。
11月8日，日本军攻入湖南北部，并轰炸了长沙和衡阳。9日、11日，临湘、岳阳接连失守，中日对峙新墙河。长沙的局势十分严峻，当时中華民國政府為避免軍事物資遭日軍獲取，而規定焦土抗战的作战思想：即敌军进入城郊30华里以内时，实施焦土政策（由李宗仁最早提出，其在抗戰之初即發表「焦土抗战论」等論述），以為積極防禦。
11月12日上午，時任湖南省政府主席张治中正在军管区兵役干部训练班集合学员点名后训话，这时時任國民政府軍事委員會委员长侍从室副主任林蔚打来的长途电话：「奉委座谕，我们对长沙要用焦土政策！」随即又接到時任國民政府軍事委員會委員長蒋中正来电：
“限一小时到，长沙张主席。密。长沙如失陷，务将全城焚毁，望事前妥密准备，勿误！中正文侍参。”
张治中随即召集长沙警备司令部司令酆悌、湖南省政府保安处處长徐权，要求他们立即拟出焚城计划。12日下午四点左右，酆悌、徐权送来了焚城计划，张治中在核定计划时指示：「第一，必须在我军由汨罗江撤退后，等待命令开始实施；第二，举火前必须放空袭警报、紧急警报，待群众离家后方可执行。」计划明确要求：“于11月13日凌晨两点以前，进入准备位置”。计划还对引火材料的发放和控制，起火的命令、信号、秩序、纪律等作了具体规定，放火的地点选定天心阁。张治中批示：“限明晨（13日）4点准备完毕，我来检阅。”

## 起因

### 天心閣失火说
張治中並與酆、徐二人規定：「見市內起火便是放火燒城的信號。」還對酆悌說：「你指揮的長沙警備隊第二團和長沙保安大隊大多是長沙人，必不忍心放火，你去對他們講講焦土抗戰的道理。」
11月13日凌晨，市內天心閣附近失火。自衛團的丁森等士兵，馬上帶頭把自家房子放火燒起來。士兵們都以為是放火信號，狂呼亂叫着「放火了！」便一齊動手放火燒城。
11月13日凌晨，张治中接到副官报告：「城内很多响声，已经起火。」张治中开始电话还打得通，后来就打不通了。

### 译电错误说
11月10日日軍攻陷湖南之岳阳，2天後，11月12日当天日军向岳阳以南离长沙还有250里的新墙河进犯，結果因爲當時國民革命軍通訊困難，译电员竟将前方电讯漏一「墙」字，致将「新墙河」变成离长沙仅有12华里的「新河」。
长沙警备司令部、长沙市警察局和長沙警备第二团误传日军已至，仓促放火。这时候，日军离长沙还有200多里。况且，长沙周围驻扎着10多万国军正规部队严防死守，日軍要想突破國軍防线并非易事。所以國民政府軍事委員會虽然在白天下达了准备毁城的文书，但并没有正式下达毁城命令。首先獲得此訊息的長沙民眾自衛隊，在沒有得到指示的情況下，便擅自放火。城内警备司令部見城外起火，以为是信号，便全城放火，消防隊及警察見狀也已撤離長沙，早前為了實行焦土政策，所有消防車也把水放了，換成汽油。於是國軍將領發現後，大火已無法扑救，只能宣佈棄城。最終造成文夕大火。

## 经过与損失
大火首先从省政府和警察局等重点部门点起，然后点燃学校、医院等单位，最后挨家挨户放火，许多人还在梦中已葬身火海。一把大火把绵延几公里的长沙古城烧为灰烬。长沙大火延续五日五夜，后自行熄灭。30000多人在大火中丧生，全城90%以上的房屋被烧毁，共计5.6万余栋。
政府机关被烧毁的有省政府、民政厅、建设厅、警察局、警备司令部、省市党部、保安处、地方法院、高等法院、电报局、电话局、邮政局、市商会、中央通讯社、中央广播电台和在长沙各家报馆等大部或全部建筑；
被烧毁或大部烧毁的学校或教育機構有省立湖南圖書館、湖南大学、明德中学、岳雲中學，楚怡工业学校、兑泽中学、第一师范、南华女中、明宪女校、妙高峰中学、省立长沙高級中學、民众教育馆等31所；
被毁的银行有湖南省银行、江西裕民银行、上海银行、交通银行和中国银行等十余家；被烧毁工厂的有40多家，其中损失最大的有湖南第一纺织厂，其厂房损失达27万余元，原料损失达96万余元，机器设备损失达60多万元。长沙作为全国四大米市之一，190多家碾米厂和粮栈仅幸存12家半。绸布业损失约200余万元，约占全行业资产的80%。湘绣业40家全部毁灭。除湘雅医院外的所有医院均被烧毁。
長沙古跡定王台也被徹底燒毀；天心阁内全部建筑也被毁（后于1983年重建）。
放火时，留城的老百姓尚在睡梦中，及至从梦中惊醒，还以为是遠處的日军居然打进城来了。正准备夺路逃命，但烈火已经临门，大多数的街巷已被烟火封住。

### 目擊者
当时周恩来和叶剑英都在长沙，起火时他们带重要文件急忙撤离，于13日下午到湘潭。郭沫若当时也在长沙亲历了大火，《郭沫若传》中对情景进行了描述：「只见城中烈焰升腾而起，映红了整个夜空，来不及撤退的长沙百姓，披头散发寻找亲人的，顿足捶胸的，望着大火发呆的，扑向火丛抢救财产的，……歇斯底里失望地绝叫，伴随着房倒屋塌的轰隆声。……车至城郊关帝庙前，极目远望，根本不见长沙踪影，惟有冲天的火光和翻滚的浓烟，显然火势还在蔓延。」正在参加湘黔铁路修建的陈树曦，也能在湘潭望见东北方向一片火光。

## 事后
时蒋介石得讯后表示「此皆我用人不当之咎，而亦中国人才缺乏之所致」。又说，「文白（张治中之号）不知责任所在，犹以为普通罪过，尚思推诿卸责，此表示无能无知之事小，而对于革命与廉耻之事大……」蒋介石本拟即赴长沙，惟時任第九战区司令陈诚竭力劝阻，谓长沙现毫无兵力，人心慌乱堪忧，待稍稳定后再北上不迟；同时急调附近中華民國陸軍第二十軍（俞济时部）连夜赶来长沙，一方面责令张治中督率部下尽快清扫主要几条街道（如国货陈列馆前大马路）并扑灭餘燃，虽略微修饰门面，实难掩伤心触目之惨状。蒋介石于16日晚间到达长沙，亲睹长沙劫后惨状，及陈诚、张治中来见时，告曰：「长沙焚毁，精神上之打击，千百倍于战败之痛苦，可耻可悲，莫此为甚。」
中華民國政府为查究责任，特设军事法庭于陸軍第二十军军部，派贺国光为审判长，拘押长沙警备司令酆悌、警备第二团团长徐琨和长沙市警察局长文重孚三人于军部特务排。1938年11月18日，审判结果，酆、徐、文三人均处死刑。张治中撤职查办，讵经人斡旋，调军事委员会政治部主任。但迫於輿論界和湖南民眾的義憤和壓力，張治中仍於十二月三十日向國民政府主席林森和軍委會委員長蔣介石提出了辭職。
蔣介石又請軍委会政治部副部長周恩來等人調查事件經過。事後，周恩來等人以中國國民黨中央宣傳部和軍委會政治部名義聯合發表關於長沙大火真相之說明：其原因：(一)、由於地方軍警負責者誤信謊言，事前準備不周，臨時躁急慌張之所致；(二)、由於曾從事破壞準備之人員及人民(自衛團丁森等)鑒於敵機之連日轟炸及最近平江、岳州、通城、通山等縣被炸之慘，激於民族義憤，以為敵寇將至，乃即自焚其屋，遂致將準備工作變為行動，於是，一處起火，到處發動，以致一發而不可收拾......1938年11月14日周恩来评价长沙大火：“应该承认，蒋委员长所提的‘焦土抗战、坚壁清野’乃抗战策略之一，也反映了中国人民破釜沉舟，死里求生的决心。……在具体做法上，要认真安置好老弱妇孺，组织青壮年配合军队把当地的物资财产能搬走的搬走，能埋藏的埋藏，只有那些搬不走、埋不了的才忍痛毁掉，以达到困敌、制敌的作用。现在放火烧长沙，事先不动员、不通知、不安民，深更半夜突然全城放火，烧死多少居民、焚毁了多少财产，侥幸逃出火海的，深冬腊月，无所栖居也将冻死、饿死。这种为敌所利用，便宜了敌人，难住了自己的做法，绝不是真正的‘坚壁清野’……”
1938年11月19日，长沙城的废墟上重新出现了菜市：卖肉者3人，卖菜者2人。大火之后幾年，日机曾将大火后所摄照片與流傳故事投掷于劫后长沙，上印「请看是谁杀人放火」，以圖在第二次長沙會戰前動搖民心。

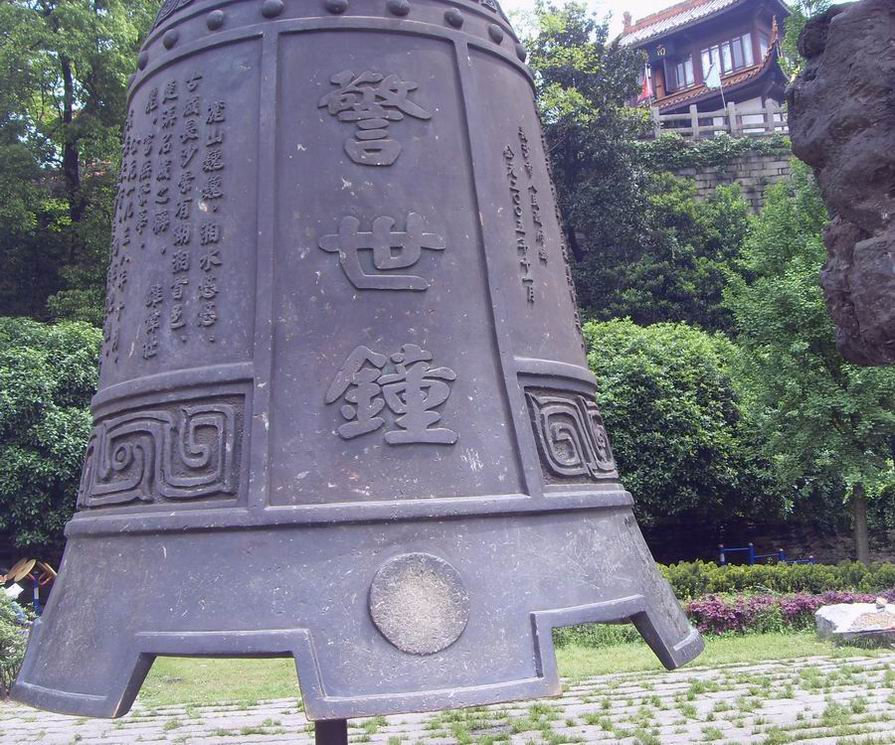
警世钟雕塑

2005年7月，长沙市首个以纪念「文夕大火」的建筑———电灯公司遗址纪念墙建成。纪念墙位于湘江风光带与劳动路交汇处。同年建成的还有长沙大火警世钟大型雕塑。

## 影响
1938年文夕大火毁灭了长沙城自春秋战国以来的文化积累，地面文物毁灭到几近于零。长沙作为中国少數幾個2000多年城址不变的古城，文化传承也在此中断，在历史研究上造成无可估量的损失。人民流离失所，商业贸易、政府机关、学术机构等几乎完全被摧毁。
不過1939年9月至1944年8月長沙得以保住在中國手中，日军一直到1944年夏季，发动了四次长沙会战，車輪轰炸长沙100多次，經歷6年鏖戰，才在第四次時終於佔領長沙。
雖然国军在前三次会战勉強抵擋日军攻勢。在文夕大火中损毁严重的长沙在戰爭期間成为了一片废墟。